# Río Negro City Football Club
Río Negro City Football Club es un club de fútbol uruguayo de la ciudad de Fray Bentos en el Departamento de Río Negro. Fue fundado en el año 2010 como Salto City Football Club.
Actualmente compite únicamente en fútbol sala masculino y femenino, tras negativas de la AUF por permitirle competir en el fútbol profesional uruguayo, aunque el club aun planifica expandirse a esta área.
Su principal logro es el tricampeonato obtenido en el Campeonato Uruguayo de Fútbol Sala Femenino, obteniendo de forma consecutiva las ediciones de 2014, 2015 y 2016.

## Historia

### Sus inicios
Una vez terminaron el curso un grupo de amigos decidieron iniciar este proyecto. Muchos de ellos tenían experiencia de haber jugado al fútbol profesional. Sin embargo ninguno había logrado por su cuenta tener una carrera como futbolista exitosa, que haga que por el solo hecho de haber sido futbolistas, que las puertas para estar frente de un equipo de fútbol se pudieran abrir de par en par. Es por ello que nació la idea de Salto City F.C.
Era una época en el que el fútbol uruguayo acababa de ganar su décima quinta Copa América, de salir cuartos en Sudáfrica 2010 y estar en el puesto número 2 en el ranking que publica la FIFA todos los meses. Sin apoyo del departamento, a pesar de pasar mucho tiempo en él, tratando de concretar diversas reuniones, se dieron cuenta de que no era el lugar para el proyecto.
El plantel contaba con 3 rionegrenses quienes su calidad futbolista eran de destacar. Es por ello que el equipo viajó como despedida de fin de año a Fray Bentos a jugar un partido amistoso. Observando las instalaciones del departamento que cuenta con el mejor Estadio de afuera y las ganas del departamento de tener un equipo profesional, es que la directiva previa reuniones de su presidente con el director de deportes Amaro Nadal, es que decidió cambiar el nombre para pasarse a llamar Río Negro City F.C. y tratar de desarrollar el proyecto inicial del fútbol profesional masculino y continuar con el desarrollo del fútbol femenino uruguayo. El plantel femenino llegó a contar con 8 jugadoras del Departamento de Río Negro en el plantel de diversas localidades.

### Intentos de participación en fútbol profesional
Hace un par de años Río Negro City intenta ser un equipo profesional en fútbol masculino, para lograrlo debe afiliarse a la Asociación Uruguaya de Fútbol (AUF). En el año 2015 se solicitó la entrada directa al Campeonato de Segunda División Profesional para 2016, pero se lo negaron debido a que sería un Campeonato Especial y estaban todos los cupos. Nuevamente se intentó en 2016 para el Campeonato de Segunda División Nacional que empezará en marzo del 2017, así como en campeonatos venideros, pero hasta ahora no se dio el gesto positivo.

## Palmarés
- Campeonato Uruguayo de Fútbol Sala Femenino: 2014, 2015, 2016.[1][2]